# Videospielen in China

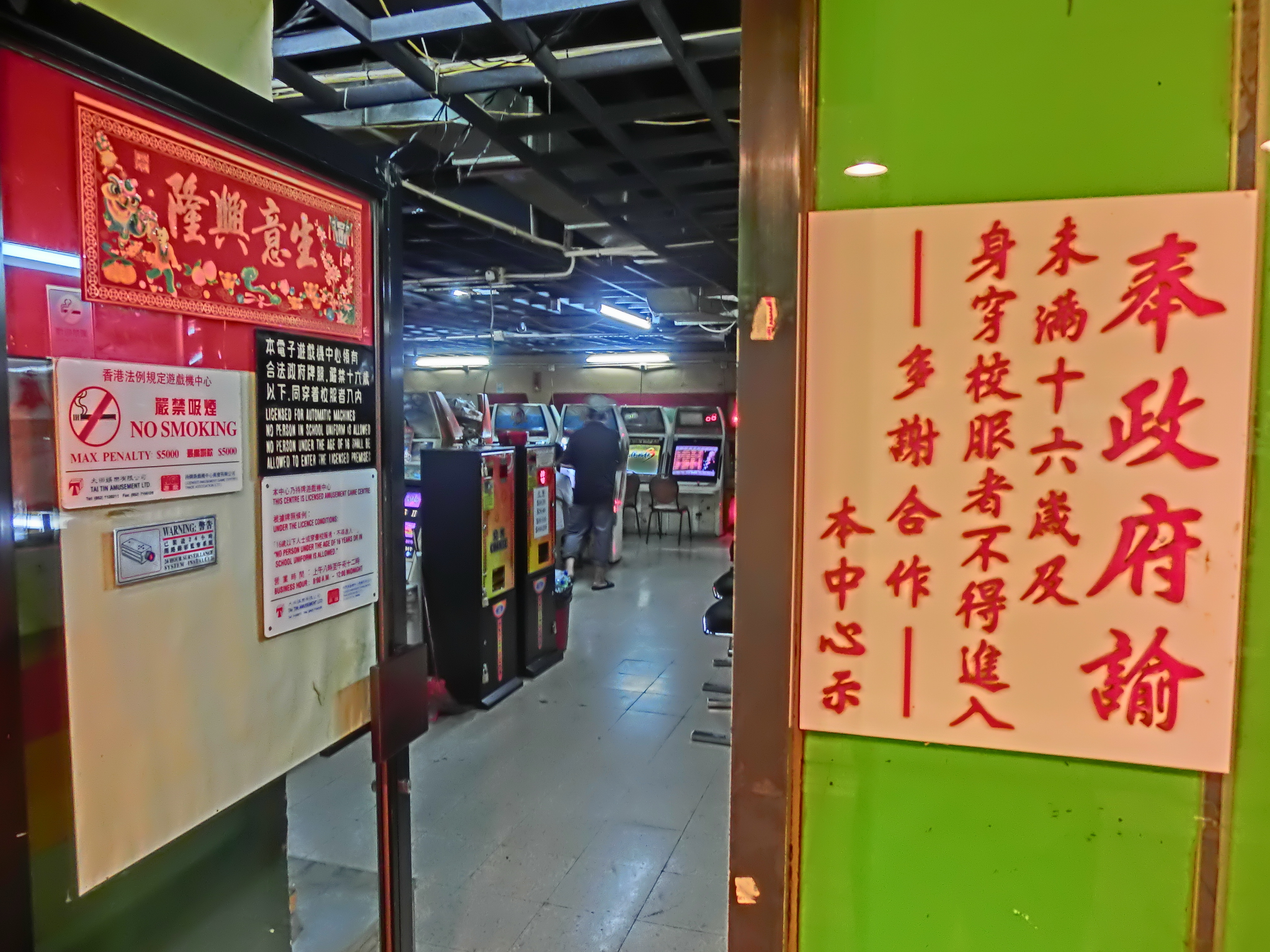
Spielhalle in Hongkong mit Warnschild

Videospielen in China ist eine Freizeitbeschäftigung. China ist seit 2015 der weltweit am stärksten wachsende und umsatzstärkste Markt für Videospiele. Hauptsächlich sind dafür das durchschnittliche Einkommen der chinesischen Bürger, willkürliche Urheberrechtsverletzungen sowie Kontrollmaßnahmen der Regierung bezüglich des Inhalts und der Spielzeiten von Videospielen verantwortlich. 2011 erreichte der Sektor der Computerspiele einen Wert von sechs Milliarden Dollar und war somit der Größte der Welt. Arcade-Spiele bilden ebenfalls einen erfolgreichen Industriesektor in China. Im Jahr 2000 gab es ein Verbot von Konsolenspielen, das jedoch im Juli 2015 wieder aufgehoben wurde.
Im E-Sport ist China mit einigen der weltbesten Talenten für Videospiele das erfolgreichste Land bei Wettkämpfen.
Hongkong und Macau haben besondere rechtliche und kulturelle Verhältnisse, weshalb nachfolgende Informationen für diese beiden Städte nicht gelten.
China ist, mit dem größten Markt und einigen der weltgrößten Videospiele-Unternehmen, als „Welthauptstadt der Spieleindustrie“ bekannt.

## Im Inland produzierte Spiele
In China werden zahlreiche Spiele produziert, darunter Genesis of the Century trilogy (The World of Legend, The Age und Magical Land), Westward Journey, The Incorruptible Warrior und Crazy Mouse. Es gibt zahlreiche Massively Multiplayer Online Role-Playing Games (Massen-Mehrspieler-Online-Rollenspiele), die in China produziert werden, wobei im Ausland einige davon unbekannt sind.

## Internetcafés
Obwohl Chinas wachsende Wirtschaft die Chancen vieler Chinesen auf bessere finanzielle Verhältnisse in den letzten Jahrzehnten ansteigen ließ, ist ein Computer, eine Spielkonsole oder eine Internetverbindung für viele immer noch unbezahlbar, aufgrund dessen Internetcafés immer populärer wurden. Um sich nun keine eigenen Geräte und eigene Software zulegen zu müssen, nutzen Chinesen gegen Gebühren (meistens pro Stunde) einen Computer im Internetcafé, auf dem es meistens bereits eine Auswahl an Spielen gibt. Dabei legen chinesische Internetcafés oft selbst Altersbeschränkungen fest, um jüngere Nutzer vor Inhalten zu schützen, die nicht jugendfrei sind.

## Spiele auf sozialen Netzwerken
Das chinesische Spiel Happy Farm (2008) wurde von Wired als 14. auf der Liste der „15 einflussreichsten Spiele des Jahrzehnts“ platziert; hauptsächlich aufgrund seines Einflusses auf Soziale-Netzwerk-Spiele. Happy Farm inspirierte ein Dutzend Facebook-Klone, von denen Zyngas Farm Ville als das größte gilt. Seitdem haben zahlreiche andere Spiele ähnliche Spielmechanismen genutzt, darunter Sunshine Farm, Happy Farmer, Happy Fishpond, Happy Pig Farm, Farm Town, Country Story, Barn Buddy, Sunshine Ranch und Happy Harvest sowie Parodien, wie beispielsweise Jungle Extreme und Farm Villain.

## Spielhallen
Spielhallen sind ein erfolgreicher und weitverbreiteter Wirtschaftsfaktor in China. Infolge des Verbots von Konsolenspielen im Jahr 2002 ist deren Beliebtheit mit der von Computerspielen in Internetcafés vergleichbar. Daher besuchen chinesische Spieler häufig Spielhallen, um Action-Spiele zu spielen, insbesondere Kampfspiele. Gelegentlich werden in Spielhallen auch unlizenzierte Portierungen bekannter Computer- bzw. Handyspiele genützt, wie beispielsweise Angry Birds oder Pflanzen gegen Zombies. In China arbeiten Spielhallen in ähnlicher Weise wie Internetcafés.

## Zensur
Wie fast alle Massenmedien des Landes unterliegen auch Videospiele der Zensur in China.
- Verstöße gegen Grundsätze der Verfassung der Volksrepublik China
- Bedrohung der Nationalen Einheit, Souveränität oder territorialen Integrität
- Preisgabe von Staatsgeheimnissen
- Bedrohung der Staatssicherheit
- Zerstörung der Staatssouveränität
- Störung der sozialen Ordnung
- Verletzung der Rechte anderer

## Veränderungen des Verbots von Videospielen in China
Im Juli 2015 wurde das Verbot von Videospielen aufgehoben. Laut einer Aussage des Kulturministeriums ist es Firmen wie Sony, Nintendo und Microsoft sowie anderen erlaubt, Spielkonsolen im ganzen Land herzustellen und zu verkaufen.
Spielkonsolen wurden das erste Mal im Jahr 2000 verboten. Anlass war die Befürchtung, dass die Geräte sowie die dadurch entstandenen 3D-Welten einen negativen Einfluss auf die Entwicklung von Kindern haben könnten. 2015 wurden die Beschränkungen gelockert, und Spielkonsolenhersteller bekamen die Erlaubnis, in einer experimentellen 28-Quadratkilometer-Zone um Shanghai, bekannt als die Freie Handelszone, zu arbeiten.
Die staatliche Administration für Presse und Veröffentlichungen sowie die Abteilungen für Anti-Pornografie und Büros für illegale Publikationen spielten ebenso eine Rolle bei der Kontrolle der Spiele.
Beispiele für verbotene Spiele:
- Hearts of Iron (wegen „Verzerrung der Geschichte, Zerstörung der Souveränität und der territorialen Integrität Chinas“)[16]
- I.G.I.-2: Covert Strike (wegen „absichtlicher Beschmutzung von Chinas Ansehen und dessen Armee“)[17]
- Command & Conquer: Generals - Zero Hour (wegen „Beschmutzung von Chinas Ansehen und dessen Armee“)[16]
- Battlefield 4 (wegen „Beschmutzung von Chinas Ansehen und Gefährdung der nationalen Sicherheit“)[18]

Neben dem völligen Verbot von Spielen wurden manche auf deren Inhalt überprüft, um bestimmte abstoßende oder widrige Darstellungen zu entfernen. Übliche Beispiele sind Skelette oder Totenköpfe, die überarbeitet oder komplett entfernt wurden. Beispiele dafür, die in bekannten chinesischen Versionen von Videospielen gesehen werden können, sind Dota 2 und World of Warcraft.
Im August 2021 kündigte die chinesische Regierung an, dass es Jugendlichen unter 18 Jahren zukünftig verboten sein wird, länger als drei Stunden pro Woche Onlinespiele zu spielen. Die Benutzung von Videospielen werde nur noch an Wochenenden und Ferientagen zwischen acht und neun Uhr abends erlaubt sein. Die Einschränkungen wurden mit möglichen physischen und mentalen Gesundheitsproblemen begründet.